# Varanus baritji
Varanus baritji là một loài thằn lằn trong họ Varanidae. Loài này được King & Horner mô tả khoa học đầu tiên năm 1987.